# Petalura ingentissima
Petalura ingentissima is een echte libel uit de familie van de Petaluridae.
De wetenschappelijke naam van de soort werd in 1908 gepubliceerd door Robin John Tillyard.